# Paulx
Paulx – miejscowość i gmina we Francji, w regionie Kraj Loary, w departamencie Loara Atlantycka.
Według danych na rok 2010 gminę zamieszkiwało 1909 osób, a gęstość zaludnienia wynosiła 52 osoby/km².